# Manuel Stöckert
Manuel Stöckert (* 27. Oktober 1988 in Ostheim/Rhön) ist ein deutscher Leichtathlet, der sich auf die Langstreckendistanzen sowie den Cross- und Berglauf spezialisiert hat.

## Lebenslauf
Stöckert fand im Alter von zehn Jahren zum Langstreckenlauf, entdeckt und gefördert durch seinen Taufpaten und Trainer Eberhard Helm.
Überregional in Erscheinung trat Stöckert 2005, als er in der Jugend B (heute U18) den Deutschen Vizemeistertitel im 10-km-Straßenlauf errang und Junioreneuropameister im Berglauf wurde. Bei den Deutschen Crosslaufmeisterschaften im gleichen Jahr erreichte er den vierten Platz.
Stöckert startete zunächst für den TSV Ostheim, wechselte dann aber mit seinem Trainer zum 2013 neu gegründeten SC Ostheim.
Stöckert ist von Beruf Polizeibeamter und hat zahlreiche Titel bei den Deutschen Polizeimeisterschaften gewonnen.

## Erfolge
- 2015: Deutscher Meister im Crosslauf (Langstrecke)
- 2015: 2. Platz bei den Deutschen Halbmarathonmeisterschaften
- 2014: Deutscher Meister im Halbmarathon
- 2014: 3. Platz bei den Deutschen Meisterschaften im 10-km-Straßenlauf
- 2013: 2. Platz bei den Deutschen Crosslaufmeisterschaften (Langstrecke)
- 2012: 1. Platz bei Gettingtough – The Race
- 2010: 2. Platz bei den Deutschen Berglaufmeisterschaften (Meister in der Juniorenklasse)
- 2010: Deutscher Meister im Halbmarathon (Junioren)
- 2009: Deutscher Meister im Halbmarathon (Junioren)
- 2007: Deutsche Berglaufmeisterschaften (Meister in der Juniorenklasse)